# Ciclobendazol
Ciclobendazolul este un antihelmintic din clasa derivaților de benzimidazol.